# Sträter (Fernsehsendung)

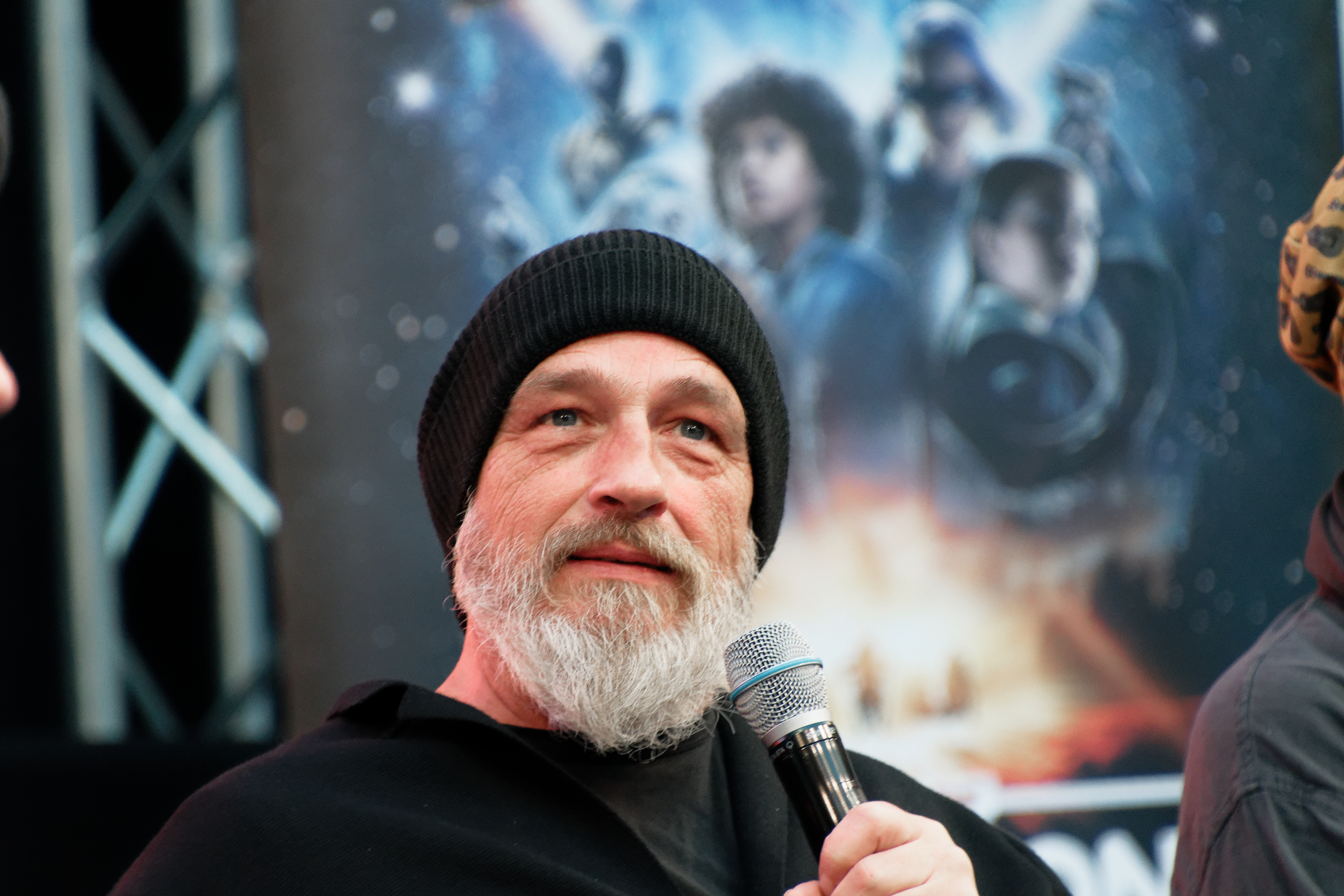
Torsten Sträter auf der Comic Con Stuttgart 2024

Sträter ist eine Comedy- und Talkshow, die seit dem Frühjahr 2020 im Ersten erstausgestrahlt wird. Die Show trägt den Namen des Slam-Poeten, Kabarettisten, Comedy-Schriftstellers und Gastgebers Torsten Sträter. Es ist die Nachfolgesendung von Sträters Männerhaushalt, die von 2016 bis 2019 produziert und im WDR Fernsehen ausgestrahlt wurde.

## Konzept
Die Show wird in der Event-Location The New Yorker Harbour Club am Mülheimer Hafen in Köln aufgezeichnet. In dem Backsteinbau mit echtem, brennenden Kamin herrscht eine intimere Atmosphäre als in der Discothek Steffy in Oberhausen, dem Aufzeichnungsort von Sträters Männerhaushalt. Wie in Sträters Männerhaushalt lädt der Gastgeber zu „einem Abend unter Freunden“ zwei Gäste ein. Zur Premiere waren der Kabarettist Jochen Malmsheimer und die Astrophysikerin und Astronautin Suzanna Randall eingeladen. Torsten Sträter hält zu Beginn der Sendung einen klassischen Stand-up-Monolog. Auch darüber hinaus ist die ganze Sendung vom Gastgeber selber geplant und geschrieben. Sträter redet über verschiedene Dinge, die er toll findet. Dies können z. B. Filme, Bücher oder ein Lied sein. Er redet aber auch über Dinge, die ihm „auf den Sack gehen“. Statt Haushaltstipps zu geben wie im Männerhaushalt geht Sträter auf Hausbesuch. Er trifft originelle Leute aus dem sogenannten „echten Leben“, die ihm etwas zu sagen oder zu zeigen haben. Ursprünglich sollte Sträter am 7. Dezember 2019 starten. Die Premiere wurde auf das Frühjahr 2020 verlegt. Im Januar 2020 wurde bekannt, dass die Sendung nicht wie Sträters Männerhaushalt im WDR Fernsehen erstausgestrahlt wird, sondern am 5. März 2020 um 23:30 Uhr im Ersten.
Seit der zweiten Episode tritt der Kabarettist und Entertainer Tino Bomelino als Sidekick in der Sendung auf. Aufgrund der COVID-19-Pandemie wurden die Sendung ab der zweiten Folge im Klub der Töne im Köln-Mülheimer Schanzenviertel produziert. Nach der dritten Episode im Mai 2020 legte die Show eine mehrmonatige Pause ein, sie war am 12. November des Jahres wieder zu sehen. Ab der vierten Folge wurde die Sendung wieder im New Yorker Harbour Club aufgezeichnet.
Seit Episode 18 gibt es nur noch einen Gesprächspartner in der Sendung.

## Episodenliste
Die Liste ist nach den Daten der Erstausstrahlung sortiert.

| Nr. | Gäste                                     | Premiere D                    | Zuschauer              |
| --- | ----------------------------------------- | ----------------------------- | ---------------------- |
| 1   | Jochen Malmsheimer und Suzanna Randall    | 5. Mär. 2020 (Das Erste)      | 0,79 Mio. (8,1 % MA.)  |
| 2   | Oliver Kalkofe und Lisa Feller            | 23. Apr. 2020 (Das Erste)     | 0,90 Mio. (7,6 % MA.)  |
| 3   | Luke Mockridge und Carolin Kebekus        | 14. Mai 2020 (Das Erste)      | 0,89 Mio. (7,0 % MA.)  |
| 4   | Ilka Bessin und Pierre M. Krause          | 12. Nov. 2020 (Das Erste)     | 1,15 Mio. (10,5 % MA.) |
| 5   | Wigald Boning und Maria Groß              | 14. Jan. 2021 (Das Erste)     | 0,95 Mio. (7,7 % MA.)  |
| 6   | Hella von Sinnen und Max Mutzke           | 21. Jan. 2021 (Das Erste)     | 1,11 Mio. (9,1 % MA.)  |
| 7   | Bettina Böttinger und Ralf Moeller        | 22. Apr. 2021 (Das Erste)     | 1,05 Mio. (9,4 % MA.)  |
| 8   | Matthias Matschke und Tahnee Schaffarczyk | 29. Apr. 2021 (Das Erste)     | 0,95 Mio. (8,6 % MA.)  |
| 9   | Idil Baydar und Felix Lobrecht            | 6. Mai 2021 (Das Erste)       | –                      |
| 10  | Ruth Moschner und Maxi Gstettenbauer      | 28. Okt. 2021 (Das Erste)     | 1,10 Mio. (11,2 % MA.) |
| 11  | Sarah Bosetti und Dietmar Bär             | 4. Nov. 2021 (Das Erste)      | 1,19 Mio. (11,9 % MA.) |
| 12  | Laura Karasek und Michael Mittermeier     | 5. Mai 2022 (Das Erste)       | 0,72 Mio. (6,7 % MA.)  |
| 13  | Till Reiners und Bärbel Schäfer           | 12. Mai 2022 (Das Erste)      | 0,84 Mio. (8,5 % MA.)  |
| 14  | Kurt Krömer                               | 19. Mai 2022 (Das Erste)      | 0,52 Mio. (5,3 % MA.)  |
| 15  | Katty Salié und Sebastian Pufpaff         | 4. Sep. 2022 (Das Erste)      | 0,27 Mio. (4,8 % MA.)  |
| 16  | Lorena Rae und Marc-Uwe Kling             | 10. Sep. 2022 (Das Erste)     | 0,71 Mio. (7,4 % MA.)  |
| 17  | Horst Evers und Antonia Langsdorf         | 26. Sep. 2022 (WDR Fernsehen) | –                      |
| 18  | Wladimir Kaminer                          | 11. Mai 2023 (Das Erste)      | 0,79 Mio. (8,3 % MA.)  |
| 19  | Ralph Ruthe                               | 18. Mai 2023 (Das Erste)      | 0,50 Mio. (7,6 % MA.)  |
| 20  | Laura Wontorra                            | 25. Mai 2023 (Das Erste)      | 0,65 Mio. (6,8 % MA.)  |
| 21  | Oliver Welke                              | 12. Okt. 2023 (Das Erste)     | 0,94 Mio. (10,7 % MA.) |
| 22  | Harald Schmidt                            | 19. Okt. 2023 (Das Erste)     | 1,13 Mio. (12,2 % MA.) |
| 23  | Vanessa Mai                               | 26. Okt. 2023 (Das Erste)     | 0,98 Mio. (9,8 % MA.)  |
| 24  | Guido Maria Kretschmer                    | 26. Sep. 2024 (Das Erste)     | 1,02 Mio. (11,8 % MA.) |
| 25  | Marianne Rosenberg                        | 10. Okt. 2024 (Das Erste)     | 0,86 Mio. (9,2 % MA.)  |
| 26  | Dennis und Benni Wolter                   | 17. Okt. 2024 (Das Erste)     | –                      |
| 27  | Steven Gätjen                             | 26. Juni 2025 (Das Erste)     | 0,99 Mio. (12,0 % MA.) |
| 28  | Karoline Herfurth                         | 3. Juli 2025 (Das Erste)      | 0,87 Mio. (9,9 % MA.)  |
| 29  | Helge Schneider                           | 10. Juli 2025 (Das Erste)     | 0,83 Mio. (11,9 % MA.) |

### Spezialfolgen
Die Liste ist nach den Daten der Erstausstrahlung sortiert.

| Nr. | Gäste                                        | Premiere D                    |
| --- | -------------------------------------------- | ----------------------------- |
| 1   | Best of 2022                                 | 1. Mai 2023 (WDR Fernsehen)   |
| 2   | Best of 2023                                 | 30. Dez. 2023 (WDR Fernsehen) |
| 3   | Best of 2023 – Die schönsten Gespräche       | 19. Feb. 2024 (WDR Fernsehen) |
| 4   | Best of 2023 – Torstens schönste Geschichten | 19. Feb. 2024 (WDR Fernsehen) |